# Heckler & Koch G41

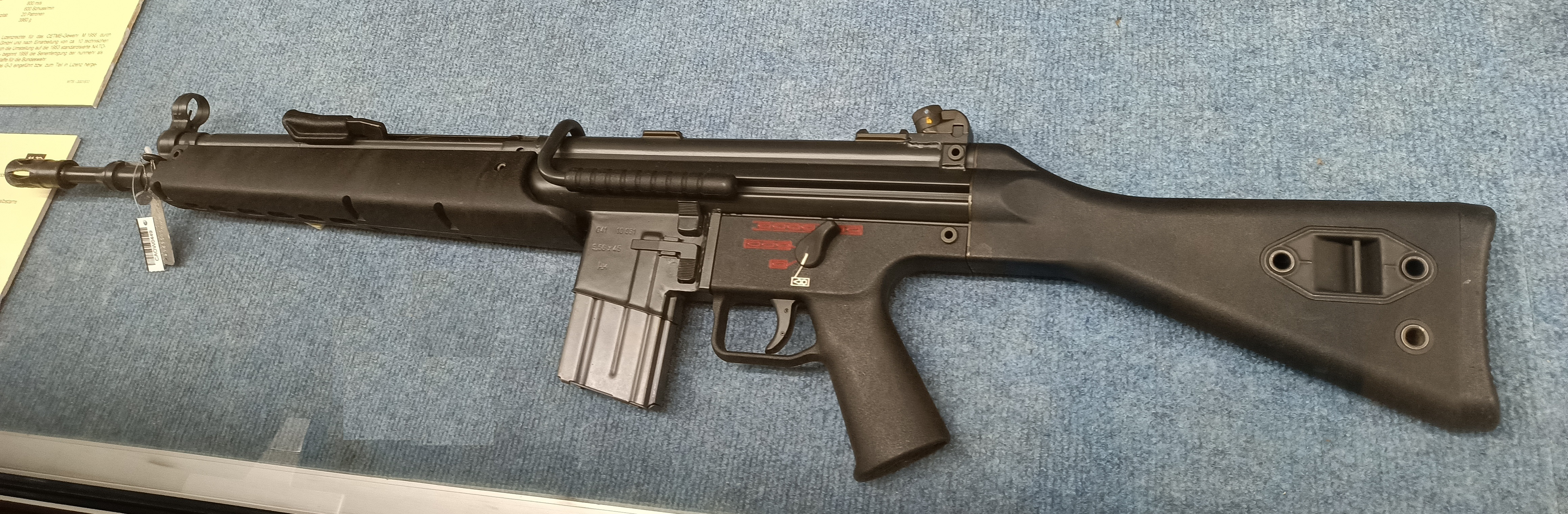
HK G41 in de Wehrtechnische Studiensammlung Koblenz

De G41 is een semiautomatisch geweer dat geproduceerd wordt door de Duitse fabriek Heckler & Koch. Het wapen is een gemoderniseerde versie van de G3 en heeft ook dezelfde rollenvergrendeling. Het geweer heeft alleen wat kleine aanpassingen ondergaan om het geschikt te maken voor 5,56×45mm NAVO patronen. Bovendien moest het ook aangepast worden om aan de NAVO-waarden te voldoen. Het wapen heeft aan de zijkant hetzelfde mechanisme als de MP5 en een kolf van kunststof, om het gewicht enigszins te verminderen.